# ایوس آنترو دی سوزا
ایوس آنترو دی سوزا (به پرتغالی: Ives Antero De Souza) هافبک اهل برزیل است که در شهر ریودو ژانیرو و در تاریخ ۱۱ ژوئن ۱۹۸۵ به دنیا آمده‌است.
ایوس آنترو دی سوزا در تیم‌های فوتبال Heliópolis Rio de Janeiro سابقهٔ حضور دارد.